# Chlumeček
Chlumeček je malá vesnice, část městyse Křemže v okrese Český Krumlov. Nachází se asi 1,5 km na severozápad od Křemže. Je zde evidováno 29 adres.
Chlumeček leží v katastrálním území Křemže o výměře 22,01 km².

## Historie
První písemná zmínka o vesnici pochází z roku 1440. Ves byla majetkem Častolarů z Dlouhé Vsi. V letech 1665 až 1673 patřil Chlumeček Karlu Maximiliánu Kořenskému z Terešova. V roce 1673 Chlumeček koupil Jan Augustin Miličovský z Braumberka, který v roce 1678 Chlumeček s pivovarem a palírnou prodal zlatokorunskému klášteru. V roce 1787 Chlumeček koupili Schwarzenbergové.

## Kulturní památky
- Milník[6]
- Tvrz